# NGC 973
NGC 973 is een spiraalvormig sterrenstelsel in het sterrenbeeld Driehoek. Het hemelobject werd op 30 oktober 1885 ontdekt door de Amerikaanse astronoom Lewis A. Swift.

## Synoniemen
- PGC 9795
- UGC 2048
- IRAS02313+3217
- MCG 5-7-13
- FGC 314
- ZWG 505.14
- KUG 0231+322